# TX-2

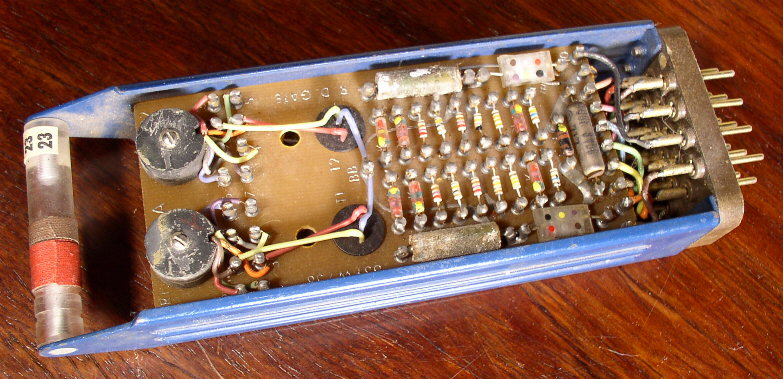
Модульная плата компьютера TX-2

TX-2 — компьютер, созданный в Лаборатории Линкольна при Массачусетском технологическом институте как следующая версия компьютера TX-0. TX-2 знаменит тем, что он сыграл значительную роль в исследованиях по искусственному интеллекту и взаимодействию компьютер-человек. Главным архитектором компьютера был Уэсли Кларк. Компьютер создавался по заказу Военно-воздушных сил США конкретно под задачу обеспечения аппаратно-программного комплекса управления силами и средствами континентальной противовоздушной обороны.

## Характеристики

Айвен Сазерленд за «Скетчпадом»

TX-2 был компьютером, построенным на транзисторах с огромным по тем временам ОЗУ на ферритовых сердечниках с размером 64  тыс. машинных слов размером 36 бит. TX-2 заработал в 1958 году. Его мощные характеристики позволили Айвену Сазерленду создать революционную программу под названием Sketchpad.

## Связь с DEC
Компания Digital Equipment Corporation родилась благодаря результатам исследований, полученных при постройке компьютеров TX-0 и TX-2. Компьютер TX-1 задумывался как дальнейшее развитие компьютера TX-0, но потом было решено, что проект TX-1 слишком амбициозен, и был создан менее сложный TX-2. Проект TX-2 столкнулся с трудностями и несколько членов команды приняли решение покинуть проект и основать свою собственную компанию. После короткого времени продажи «лабораторных модулей» в форме одиночных модулей TX-2 созданная компания под названием Digital Equipment Corporation (DEC) решила выпускать избавленный от недостатков TX-0, и выпустила первый из таких компьютеров в 1961 году под названием PDP-1, положив начало популярной серии мини-компьютеров PDP.
Технология хранения данных на магнитной ленте TX-2 Tape System была разработана Томом Стокбрандом (Tom Stockebrand) для TX-2 и в дальнейшем эволюционировала в продукты LINCtape и DECtape.

## Ввод в эксплуатацию
Пусконаладочные работы и тестирование компьютера осуществлялось по заказу Массачусетского института компанией ITT Industrial Laboratories (лабораторным подразделением корпорации ITT). Опытная эксплуатация компьютера в локальной сети с AN/FSQ-32 компании IBM (непосредственно управляющих запуском и полётом беспилотных перехватчиков BOMARC) прошла с переменным успехом.